# 活埋
活埋，古称“生埋”，指将活人或活动物埋入土中，使其窒息死亡。活埋可以是人为造成，也可以是自然灾害或者意外导致的。

## 活埋的种类

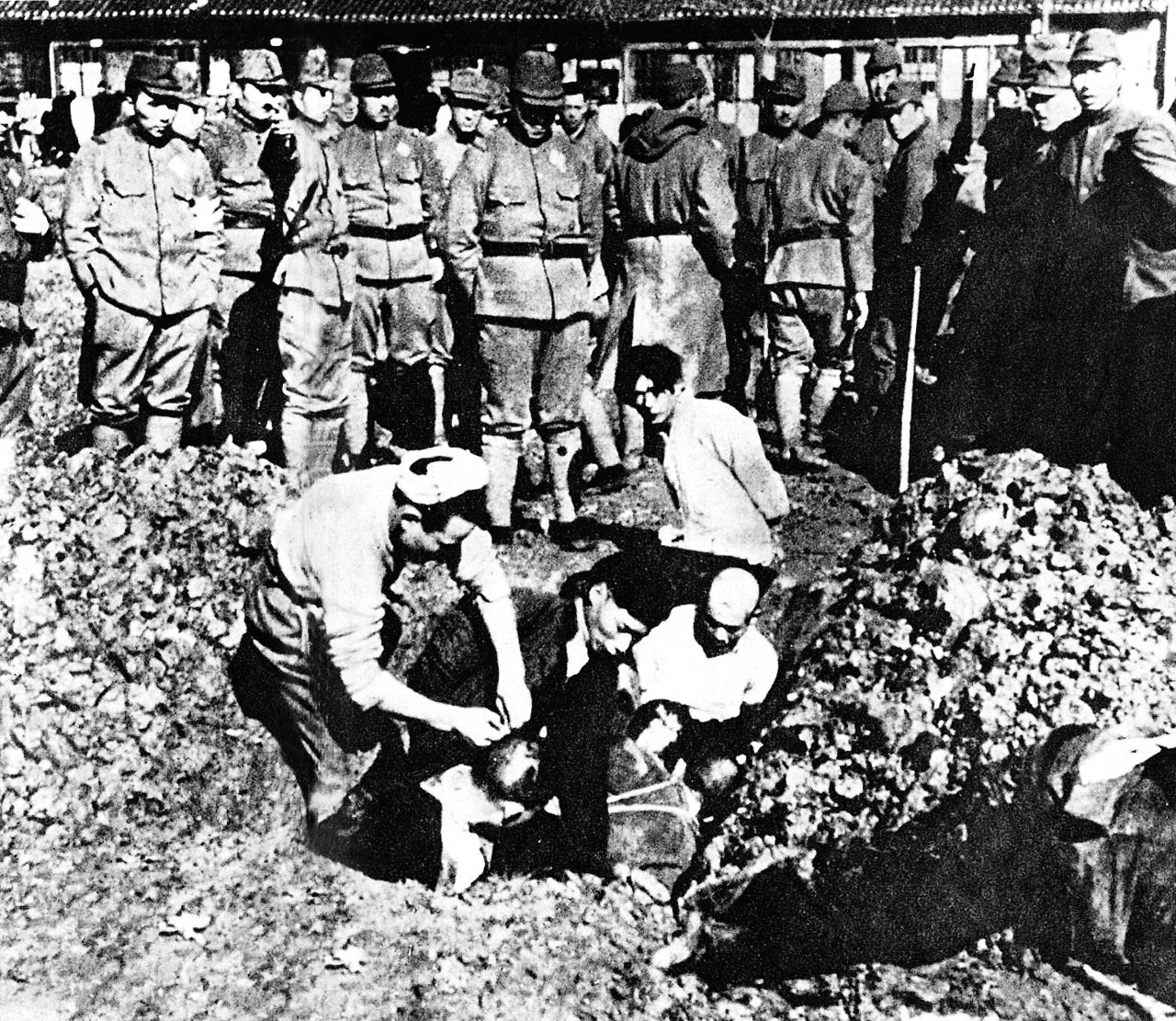
南京大屠杀期间，日军活埋中国人的场景。

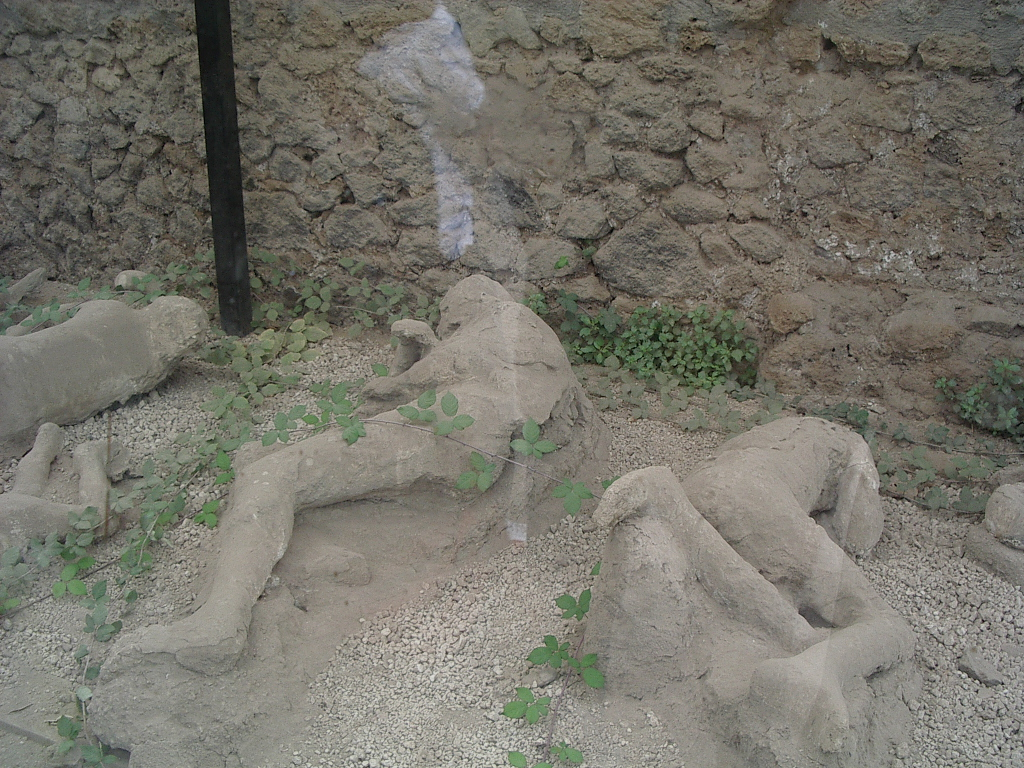
庞贝古城遗址中被火山灰活埋的人。

- 意外事故：如工程事故、矿难、涉及沙土的游戏等。[1][2]
- 自然灾害：如泥石流、山体滑坡等。[3]
- 人为故意：活埋自古以来便是一种酷刑，历史上也被用于进行大规模屠杀或是进行陪葬。[4][5]
- 假死后活埋：人出现假死状态时，可能会被误认为已经死亡而被埋葬，有可能导致病人真正死亡。[6]

## “活埋”与“坑杀”
中国古籍中常见“坑杀”一词，常被解釋为“活埋”，《辞海》《辞源》《汉语大词典》等权威工具书持此说。但事實上「坑殺」大多是指屠殺，未必是活埋。
“坑”字古作“阬”，在《史记》等古籍中多次出现，如《史记·赵世家》记载长平之战后“秦人围赵括，赵括以军降，卒四十馀万皆阬之”。后世有学者经过考证，认为「坑」确有活埋之義，但「坑杀」不会以活埋作為唯一的殺人方式。考古研究佐证了这一点，如长平之战遺址未见大量活埋的證據，死者大部分是被杀之后亂葬的（不可能將幾十萬人活埋，不會有這麼多人坐以待斃）。

## 历史上部分著名的活埋
- 焚书坑儒中的“坑儒”：秦始皇下令“坑杀”散布对始皇不利言论甚至毁谤始皇的人（执行方式有争议，详见上文）。
- 西晋重臣王衍被石勒下令杀死，但不可用锋刃，最终被人推倒墙壁活埋而死[8]。
- 南京大屠杀中，部分南京市民便死于活埋[9]。
- 1940年12月1日，蒋介石密令高树勋等人处死投靠日军的将领石友三，最终石友三死于活埋。巧合的是，石友三本人也喜欢用活埋等方式处死别人，因此得名“石阎王”[10]。